# 関西女流囲碁トーナメント
関西女流囲碁トーナメントは、日本の囲碁の女流棋戦。2002年創設、2007年終了。テレビ大阪主催。9月に決勝戦（1番勝負）。

## 過去の優勝者
（左が優勝者、段位は当時）
- 第1回 2002年 吉田美香七段 - 小西和子七段
- 第2回 2003年 吉田美香七段 - 芦田磯子六段
- 第3回 2004年 吉田美香八段 - 芦田磯子六段
- 第4回 2005年 吉田美香八段 - 小西和子八段
- 第5回 2006年 小西和子八段 - 榊原史子六段
- 第6回 2007年 井澤秋乃四段 - 榊原史子六段